# A zöldfülű
A zöldfülű (eredeti cím: The Rookie) 1990-ben bemutatott amerikai akcióvígjáték, melyet Boaz Yakin és Scott Spiegel forgatókönyvéből Clint Eastwood rendezett. A főbb szerepekben Charlie Sheen, Clint Eastwood, Raúl Juliá, Sônia Braga, Lara Flynn Boyle és Tom Skerritt látható.
Az Amerikai Egyesült Államokban és Kanadában 1990. december 7-én mutatták be. Bevételi szempontból megbukott és a kritikai visszajelzések sem voltak kedvezőek. 

## Cselekmény
Nick Pulovski veterán nyomozó társával egy nagymenő autótolvaj bandán ütnek rajta. A csapat főnöke, Strom lelövi Pulovski társát, majd elmenekül. Pulovski mellé egy David Ackerman nevű zöldfülű újoncot osztanak be új társnak. Morcos emberünk nem különösebben szíveli a pesztrálást, miközben minden követ megmozgat társa gyilkosának megtalálása érdekében. 
Az események úgy alakulnak, hogy Pulovski egyszer csak Strom túsza lesz, mivel a nyomozó miatt a bűnöző el akarja hagyni az országot. A váratlan helyzetben a korábban kissé esetlen Ackerman lesz Pulovski egyetlen reménye. Felnőve a feladathoz Pulovski „kemény zsaruként” indul a társát kiszabadítani, hogy aztán együtt számoljanak le Strommal és bandájával.

## Szereplők
| Színész          | Szerep               | Magyar hang        |
| ---------------- | -------------------- | ------------------ |
| Clint Eastwood   | Nick Pulovski        | Szersén Gyula      |
| Charlie Sheen    | David Ackerman       | Rátóti Zoltán      |
| Raúl Juliá       | Ulrich Sigmund Strom | Helyey László      |
| Sônia Braga      | Liesl Strom          | Andresz Kati       |
| Tom Skerritt     | Eugene Ackerman      | Szélyes Imre       |
| Lara Flynn Boyle | Sarah Ackerman       | Kiss Erika         |
| Pepe Serna       | Ray Garcia hadnagy   | Balázsi Gyula      |
| Marco Rodríguez  | "Loco" Martinez      | Forgács Péter      |
| Pete Randall     | Cruz                 | Kisfalussy Bálint  |
| Donna Mitchell   | Laura Ackerman       | Menszátor Magdolna |
| Xander Berkeley  | Ken Blackwell        | Varga T. József    |
| Tony Plana       | Morales              | Csuja Imre         |
| David Sherrill   | Max                  | Czvetkó Sándor     |
| Hal Williams     | Powell nyomozó       | Izsóf Vilmos       |
| Matt McKenzie    | Wang nyomozó         | Wohlmuth István    |
| Joel Polis       | Lance nyomozó        | Rosta Sándor       |
| Paul Ben-Victor  | Kicsi Felix          | Orosz István       |
| Paul Butler      | Hargate százados     | Kránitz Lajos      |